# Maria Anna de Baviera (duquessa de Baviera)
Maria Anna de Baviera o Maria Anna d'Àustria -en alemany Maria Anna von Österreich- (Graz, Arxiducat d'Àustria, 13 de gener de 1610 - Múnic, 25 de setembre de 1665) fou una noble de la casa dels Ausburg que fou duquessa consort de Baviera i regent. Maria Anna és generalment descrita com una dona intel·ligent, prudent, enèrgica, severa, frugal i amb experiència en matèria d'administració financera. En contrast amb la primera dona del príncep elector Maximilià I de Baviera amb qui s'havia casat, Maria Anna estava molt interessada en la política i ben instruïda sobre la seva gestió. No se sentia vinculada als Habsburg, tot i formar part de la dinastia, sinó que va decantar-se sempre pels interessos de la casa de Baviera. A més, participava de la vida política relacionant-se amb alts funcionaris de la cort de Múnic i participant en les reunions del gabinet. Després de la mort de Maximilià, el 1651, va exercir com a regent del Ducat de Baviera durant la minoria d'edat del seu fill gran Ferran Maria.

## Família
Era filla de l'emperador Ferran II del Sacre Imperi Romanogermànic (1578-1637) i de la princesa Maria Anna de Baviera (1574-1616). El 15 de juliol de 1635 es va casar amb el seu oncle Maximilià I de Baviera (1573-1651), fill del duc Guillem V de Baviera (1549-1626) i de la princesa Renata de Lorena (1544-1602), i que acabava d'enviudar de la seva primera dona Elisabet de Lorena sense haver-li donat descendència. El matrimoni tingué dos fills: 
- SM l'elector Ferran I Maria de Baviera (Múnic, 1636 -1679) casat amb la princesa Enriqueta Adelaida de Savoia (1636-1676).
- SAR el príncep Maximilià Felip de Baviera (Munic 1638 -Munic 1705) casat amb la princesa Maurícia de Latour d'Auvergne (1652-1706).